# 神戸新交通ポートアイランド線
ポートアイランド線（ポートアイランドせん）は、三宮駅からポートアイランドを経由し神戸空港駅までを結ぶ、神戸新交通の自動案内軌条式旅客輸送システム (AGT) 路線である。全線が兵庫県神戸市中央区内を走行する。愛称はポートライナー（英: Port Liner）。
三宮駅からポートアイランドにある中公園駅、市民広場駅を経てポートアイランド沖の神戸空港駅に至る路線と、市民広場駅から分岐して北埠頭駅を経て中公園駅へ合流する路線から構成されている。本記事では解説の便宜上、前者を「空港線」、後者を「ループ線」として解説する。
ラインカラーは公表されていないが、案内上はコーポレートカラーであるグリーン（■）やブルー（■）が使用されている。駅番号を構成する路線記号は、空港線を P 、ループ線（市民広場駅・中公園駅を除く）を PL とし、神戸市の花「あじさい」の紫色を用いている。

## 概要

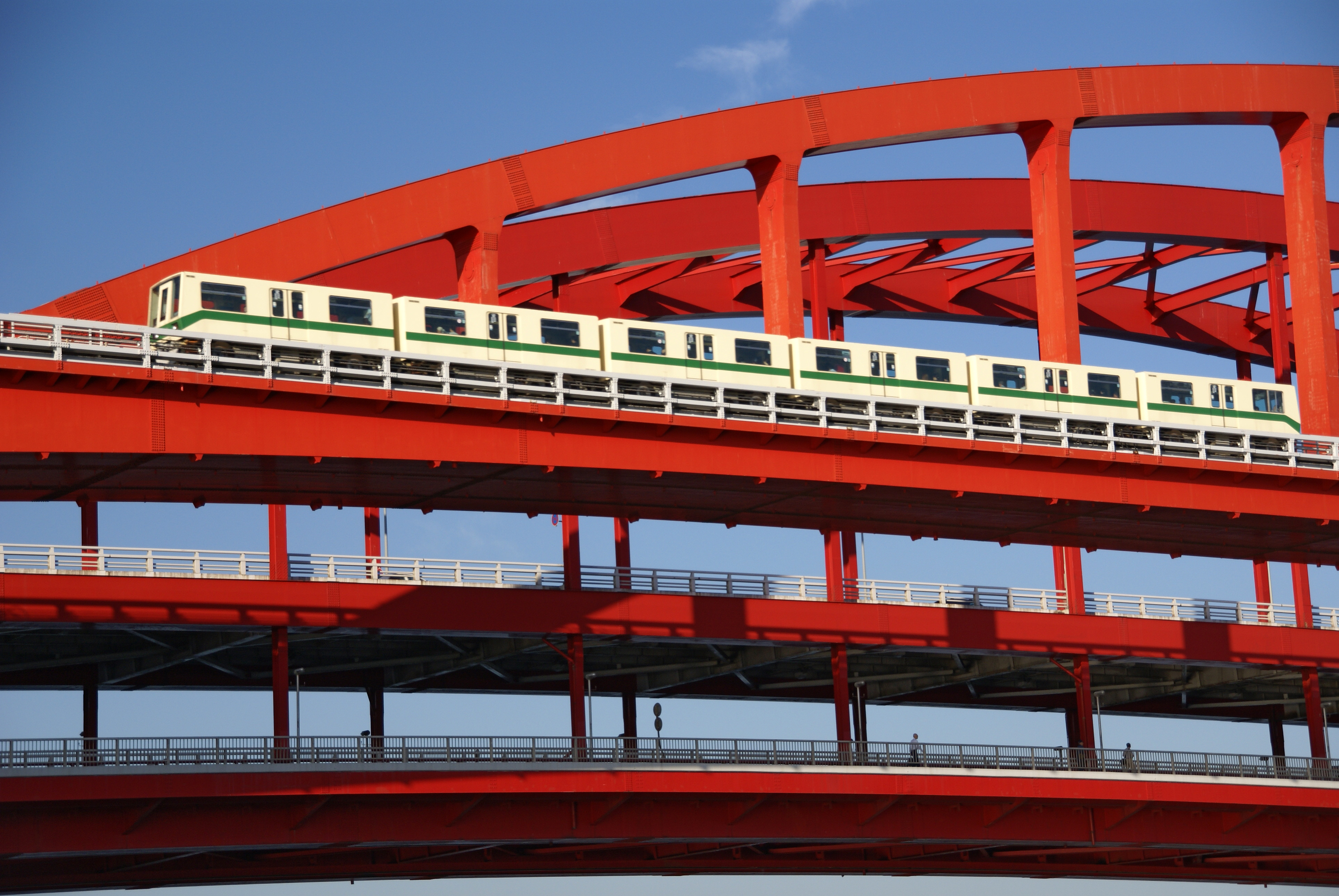
ポートピア大橋を渡るポートライナー8000型

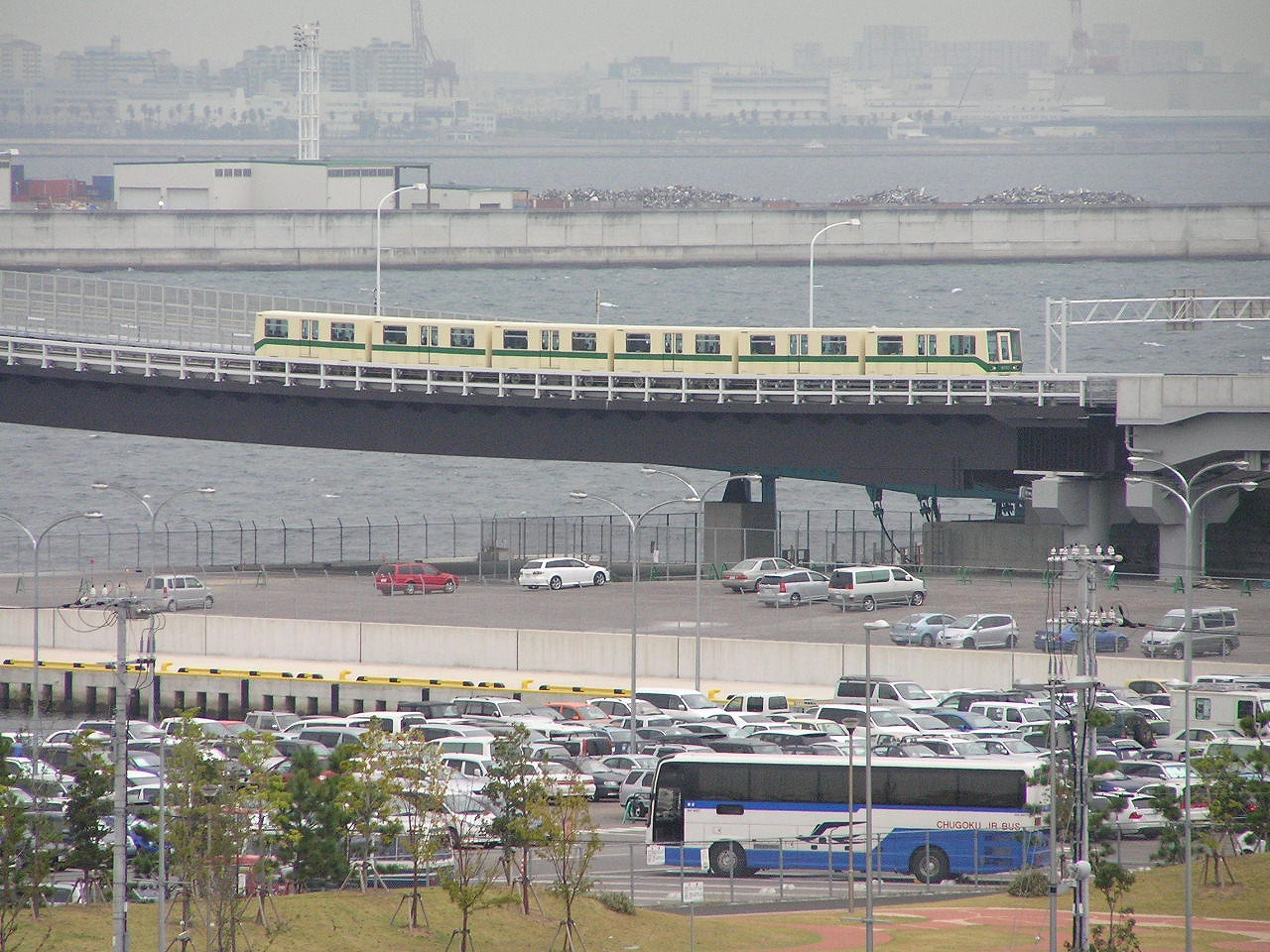
計算科学センター - 神戸空港間

神戸港沖に建設された人工島「ポートアイランド」と神戸市の中心地の三宮を一方通行の環状運転で結ぶ軌道系交通機関として建設され、1981年2月5日に日本初の実用的な新交通システムかつ世界初の自動無人運転方式として開業した。その後、2006年2月16日の神戸空港の開港に先立って、神戸空港駅まで同年2月2日に延伸・複線化し、現在の路線の形となっている。
運転士を必要としない世界初の無人運転システム（開業当初は添乗員が乗務）であり、全駅に、日本で初めてのフルスクリーンタイプのホームドアの設置や、最小曲線半径 30m、50パーミルの急勾配など、AGTの性能を最大限発揮した線形となっており、既存市街地では高層ビルや高速道路などを縫うように軌道が敷設されている。また、車両基地を除く全線が高架構造である。
ポートアイランド内に多数の企業や大学のキャンパスがあり、また神戸空港のアクセスルートであるため、朝のポートアイランド行きおよび夕方の三宮行きにおいて激しい混雑が見られ、混雑率は、2016年（平成28年）度には160%程度に上る見込みである。以前は重量制限のため駅を出発できないことがあったが、現在はそれが緩和されて改善されているものの、混雑は深刻化している。また、21時台から22時台にかけては神戸空港に到着便が集中するため、三宮方面行きにおいて混雑する。

### 路線データ
- 路線距離（営業キロ）：10.8 km
  - 空港線（三宮 - 神戸空港間） 8.2 km
  - ループ線（市民広場 - 北埠頭 - 中公園間） 2.6 km
- 案内軌条：側方案内式（両側案内方式）
- 軌間：1,740 mm[* 1]
- 駅数：12駅（起終点駅含む。市民広場駅・中公園駅は重複計上せず）
- 複線区間：
  - 複線：空港線全線（三宮 - 神戸空港間）
  - 単線：ループ線全線（市民広場 - 北埠頭 - 中公園間）
- 電気方式：三相交流600 V・60 Hz
- 閉塞方式：車内信号式
- 最大勾配：50 ‰（本線）[1]・60 ‰（車庫線）[1]。1981年開業区間・2006年の延伸開業区間は含まない。
- 最小曲線半径：30 m（本線・車庫線とも）[1]。1981年開業区間・2006年の延伸開業区間は含まない。
- 最高速度：70 km/h
- 車両基地：中埠頭車両基地
- 2022年度の混雑率：102%（貿易センター駅→ポートターミナル駅 8:00-9:00）[8][* 6]

路線の免特許上は以下のように軌道法に基づく軌道区間と鉄道事業法に基づく鉄道区間（第一種鉄道事業）とが混在している。これは、その下を走る道が道路法に基づく道路であるか、それ以外の道（主として港湾法に基づく港湾道路）であるかの違いによるものである。AGTには、他にも軌道区間と鉄道区間が混在している路線がある。
- 三宮 - ポートターミナル (1.8 km) - 軌道法
- ポートターミナル - 中公園 (1.0 km) - 鉄道事業法
- 中公園 - (市民広場) - 神戸空港 (5.4 km) - 軌道法

- 市民広場 - 南公園 (0.6 km) - 軌道法
- 南公園 - 中公園 (2.0 km) - 鉄道事業法

### 建設費用
1981年に開業した三宮 - 南公園 - 中公園間の建設費用について記載する。
路線免許を申請した1977年（昭和52年）6月時点の建設費用は、神戸市負担額で148億600万円、神戸新交通負担額で169億8,900万円、合計で317億9,500万円を見込んでいた。ただし、国庫補助があり115億3,500万円が補助対象となったことから、神戸市と神戸新交通の負担額は202億6,000万円である。この計画では開業7年目で単年度黒字、開業13年目で累積赤字を解消する予定であった。
ただし、実際には設計変更などが多数発生したため、最終的な建設費用は「436億7,300万円」となった。これは神戸市負担額で226億1,900万円（ただし、国庫補助対象で196億710万円が補助された）、神戸新交通負担額で210億5,400万円である。この時点で開業10年目で単年度黒字、開業21年目で累積赤字を解消する予定に変更した。

## 運行形態
空港線の三宮駅 - 神戸空港駅間の系統（以下「空港系統」と表記）と、三宮駅から市民広場駅でループ線へ分岐し、北埠頭駅を経て中公園駅で空港線へ合流したのち三宮駅に戻るラケット型環状運転の系統（以下「ループ系統」と表記）が運行されている。ループ系統では、途中の中埠頭駅が起終点となり中埠頭車両基地へ入出庫する系統（以下「入出庫系統」と表記）も設定されている。ループ線部のみを運行する系統は存在しない。空港系統ではかつて快速列車も運行されていた。
ループ系統は、市民広場駅 - 北埠頭駅 - 中公園駅間が単線のため一方向にしか列車は運転されていない。開業当初は中公園駅 - 市民広場駅間も単線で、このループ系統しか存在していなかった。現在、ループ系統は、三宮駅から市民広場駅発車まで「北埠頭行き」、市民広場駅発車から三宮駅到着まで「三宮行き」と案内しているが、以前は中公園駅発車から市民広場駅発車まで「北埠頭経由三宮行き」と案内していた。北埠頭駅からみなとじま駅までのように、環状運転の向きと逆方向へと乗車する場合は中公園駅で乗り換えることとなる。ただし、2004年11月22日からしばらくの間は、中公園駅 - 市民広場駅間複線化工事により中公園駅でのラッチ内乗り換えができないためにポートターミナル駅での乗り換えとなっていた。
車両は開業当初より6両編成であり、AGT路線としては最も長い部類に入る。なお、著しい混雑が見られることから、8両編成化する計画も存在する（後述）。

### 運行本数
日中1時間あたりの運行本数は以下のようになっている。
| ダイヤ   | 種別＼駅名 | 三宮 | …   | 中公園 | …   | 市民広場 | …   | 神戸空港 |  | →   | 市民広場 | →   | 北埠頭 | →   | 中公園 | →   |
| -------- | ---------- | ---- | --- | ------ | --- | -------- | --- | -------- |  | --- | -------- | --- | ------ | --- | ------ | --- |
| 平日     | 普通       | 9本  | 9本 | 9本    | 9本 | 9本      | 9本 | 9本      |  |     |          |     |        |     |        |     |
| 平日     | 普通       | 6本  | 6本 | 6本    | 6本 | 6本      |     |          |  | 6本 | 6本      | 6本 | 6本    | 6本 | 6本    | 6本 |
| 土・休日 | 普通       | 6本  | 6本 | 6本    | 6本 | 6本      | 6本 | 6本      |  |     |          |     |        |     |        |     |
| 土・休日 | 普通       | 6本  | 6本 | 6本    | 6本 | 6本      |     |          |  | 6本 | 6本      | 6本 | 6本    | 6本 | 6本    | 6本 |

日中時間帯は、平日は1時間あたり空港系統が9本（5 - 8分間隔）、ループ系統が6本（10分間隔）運行されており、三宮発基準では15本になる。
土・休日は空港系統・ループ系統それぞれ1時間あたり6本（10分間隔）運行されており、三宮発基準で12本運行されている。
神戸学院大学・神戸女子大学・神戸女子短期大学・兵庫医療大学といったポートアイランド内での大学の相次ぐ開校（後に甲南大学も加わる）に伴い、2007年春のダイヤ改正から朝のラッシュ時には2分間隔での運行を実施し、また夕方ラッシュを15時からとするなどの対応がとられている。新型車両への統一や中央市民病院の移転に伴い、2011年7月1日からは、日中の三宮駅 - 神戸空港駅間を1時間あたり9本に増発したほか、夕方以降も21時台まで増発が行われた。
平日朝ラッシュ時の三宮発は、空港系統とループ系統が約2分間隔でほぼ交互に運行されている。8時台では空港系統が14本、ループ系統が9本の合計23本になり、AGTの中で最も高い輸送力となっている。夕ラッシュ時は空港系統が12本、ループ系統が8本運行されている。このほか、朝晩と始発・最終を中心に入出庫系統が運行されている。土曜・休日は終日1時間あたり12本（21時台のみ13-14本）が運行されている。2016年3月28日のダイヤ改正からは三宮駅 - 京コンピュータ前駅（現・計算科学センター駅）間の列車が登場し、朝ラッシュ時の運行本数は28本となる。
また、みなとこうべ海上花火大会開催時などは中公園駅などが大変激しく混雑するため、1分間隔での運転も実施されている。
原則として無人運転（自動運転）となっているが、有人運転（手動運転）列車の設定もある（平日ダイヤの三宮発13時13分・15分、14時13分・15分、15時13分・15分の6列車）。

### 快速（廃止）
神戸空港駅までの延伸開業とともに、2006年2月2日より快速運転が開始された。AGTの中では当時唯一の速達列車であった。三宮駅 - 神戸空港駅間の空港系統でのみ運行され、途中貿易センター駅、ポートターミナル駅を通過していた。朝夕ラッシュ時を除いた時間帯に1時間あたり2本運行され、三宮駅 - 神戸空港駅間を16分半（普通列車は18分）で結んでいたが、2016年3月28日のダイヤ改正で廃止された 。

## 車両
当路線の運行系統は、運行形態節で述べたように大きく分けて空港系統とループ系統の2つの系統があるが、後者のループ系統に入った場合は三宮駅に到着する度に車両の向きが変わる。また、三宮駅で折り返す際に、系統が入れ替わることもあるため、どちらの系統の運用であっても車両の向きは一定していない。
車体側面には「KNT-○○○○」と車両番号が付けられており、車両番号の付与方法は、千の位で型式を、百の位で号車番号を、十ならびに一の位で編成番号を示す。

### 運用中の車両
- 2000型
  - 神戸空港開港に伴う延伸をにらんで、2006年に実に25年ぶりとなる新車として運用を開始。全3編成18両保有する。
- 2000A形
  - 2008年3月下旬から2000形改良型として登場したのち、2018年4月に座席を改造した車両。全14編成84両保有する。
- 2020形
  - 2000型登場より10年後の2016年3月19日より運用を開始。バリアフリー化や省エネ性を向上させたマイナーチェンジ車両で、全2編成12両保有する。

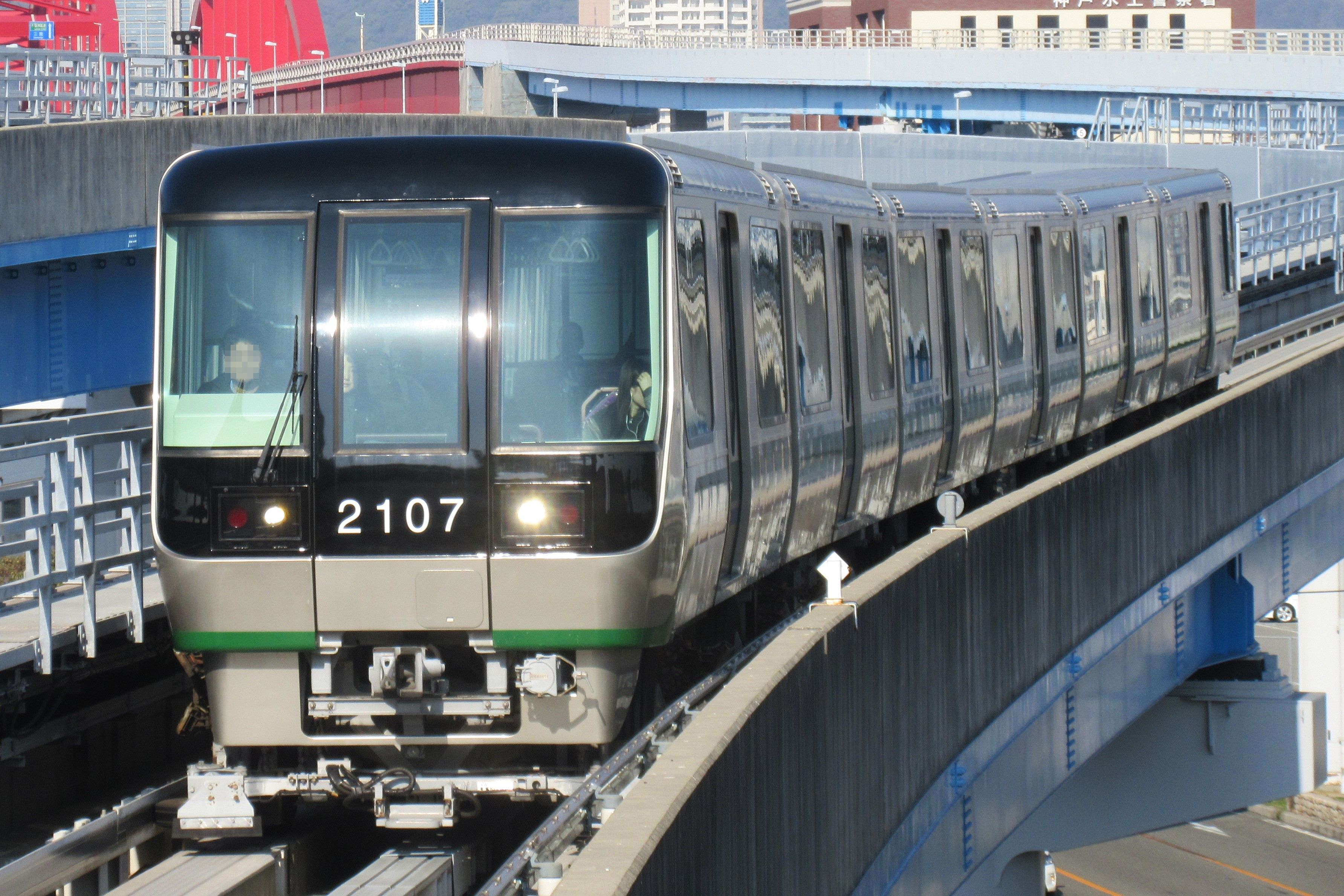
2000形改良型（2次車）
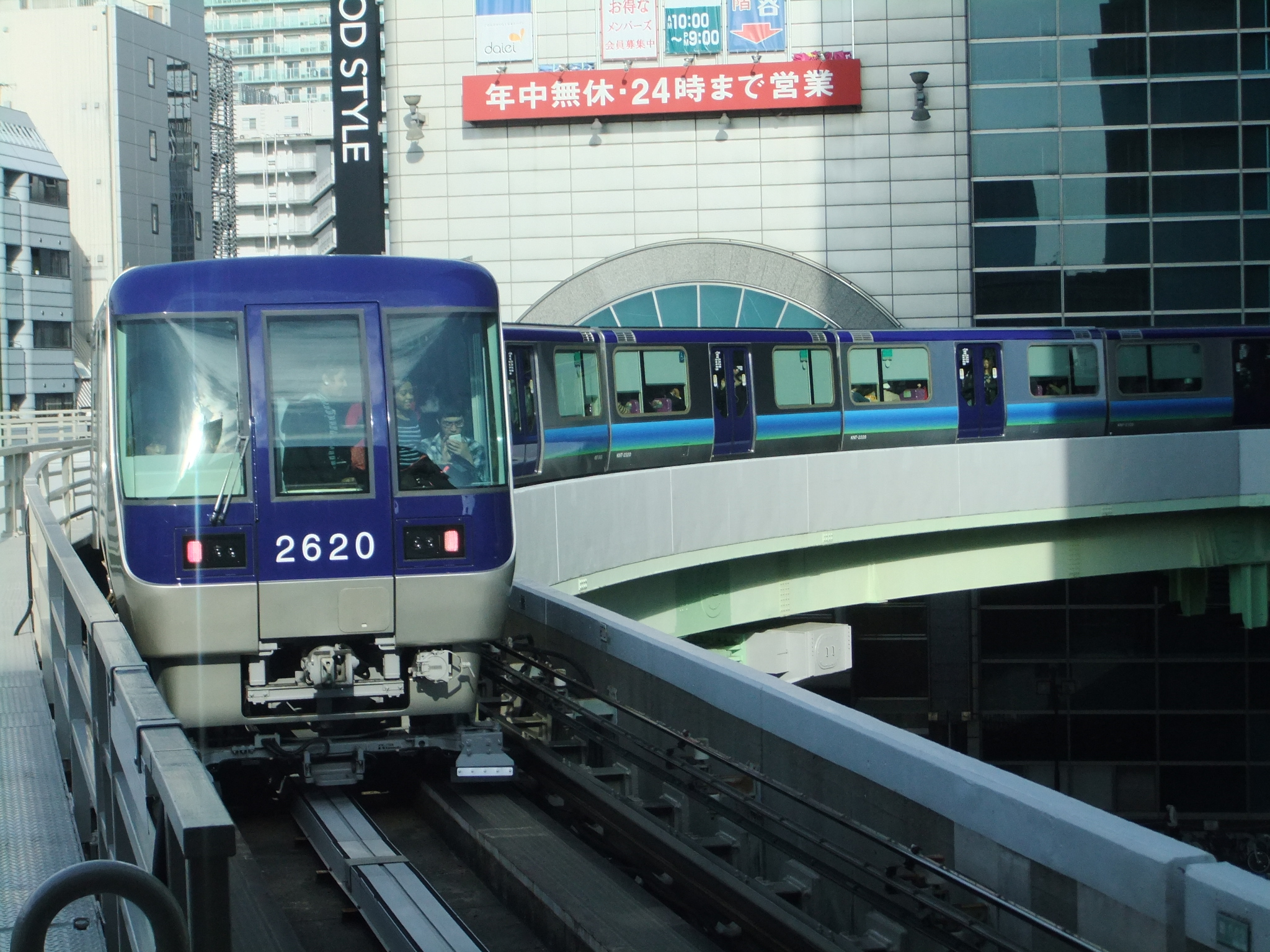
2020形20編成
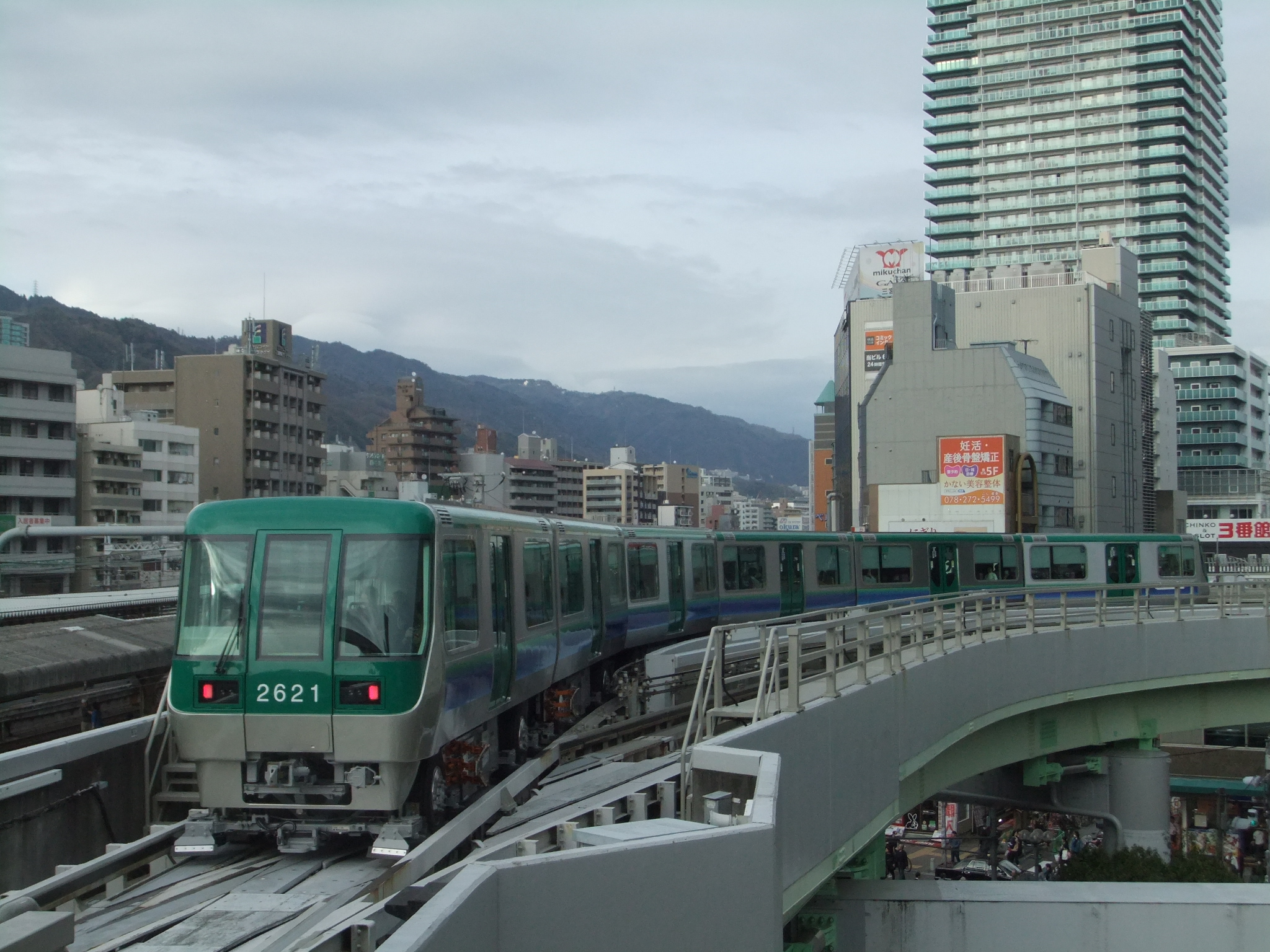
2020形21編成

### 過去の車両
- 8000型
  - 1981年の開業にあわせて導入された車両。全12編成72両を保有していた。2009年11月8日の運転を最後に全車両の2000型への置き換えを完了し、運用を終了した[14][15]。現在は第1編成の先頭車と中間車が1両ずつ中埠頭車両基地で静態保存されている。

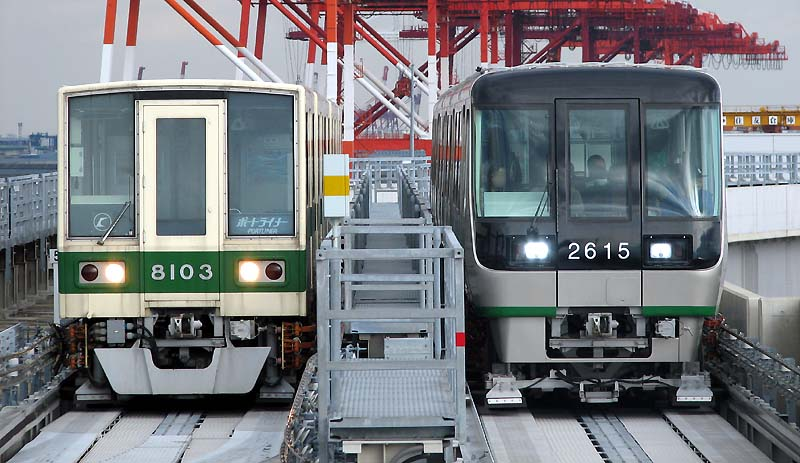
8000型電車（左）と、2000型電車（右）

## 歴史

### 開業までの経緯
1968年（昭和43年）、「ポートアイランド利用計画委員会」において「埋立地は港湾施設に止まらず、未来指向の海上都市構想を整備する」という構想が生まれ、その都市内交通手段として初めて新交通システム (AGT) の導入が検討された。1970年（昭和45年）の「ポートアイランド基本設計委員会」では、専用軌道方式の輸送機関を導入することが具体的に示されることになる。その一方で運輸省と建設省は翌年、共同で「新交通システム開発調査委員会」を設置。都市交通への適応性、路線等の導入計画、経営分析等の概略検討が行われた。
具体的なAGTの機種は、1974年（昭和49年）12月から1977年（昭和52年）2月までの間に開かれた「神戸市新交通システム機種選考委員会」で検討が行われた。選考委員会では、川崎重工業のKCV (Kawasaki Computer Control Vehicle)、神戸製鋼所、神鋼電機、神鋼電機のKRT (KOBELCO Rapid Transit)、三菱重工業、三菱電機の三菱軌道バス・MAT（Mitsubishi Automatic Transportation System）、新潟鐵工所のNTS（ニュートランシステム）の4機種の側方案内方式システムで導入の検討が行われた。神戸市は地元企業を育成する立場から、川崎重工業・神戸製鋼所・三菱重工業の共同開発とし、新しく KNT (Kobe New Transit) として開発が進められた。川崎重工業がシステムとりまとめ、車両、分岐器、総合管理システム、車両基地を担当、神戸製鋼所が電力、信号、通信、駅設備を担当、三菱重工業が電力外部配線を担当した。
車両の試作車は1000型として、川崎重工業の旧・加古川車両工場（現・カワサキモータース加古川工場）の"KCV加古川試験線"で試験運転が行われていた。
翌年度の道路整備予算において、AGTに対してのインフラ補助が導入されたものの、補助の対象事業者となるには公営あるいは公的出資率51%以上の第三セクターであることが求められているため、第三セクターである神戸新交通株式会社が設立。その後はポートアイランドとともに建設が進められ、1981年2月4日に竣工式、翌日の2月5日に、世界初の自動無人運転方式として三宮 - 南公園 - 中公園間が開業した。

### 開業と博覧会輸送
開業当初は目新しさから、三宮から乗車し島内をそのまま循環して三宮で下車する体験乗車組も多く見られた。開業と同年の3月20日から9月15日まで開催された神戸ポートアイランド博覧会（ポートピア'81）の会期中は、観客輸送が中心となった。乗客数は当初の需要予測を大幅に上回り、AGTに対する利用者の不慣れもあいまって、博覧会の開催間もないころは、自動停止や出発不能などのトラブルが多発し、AGTに対しての批判も少なくなかった。しかし、その後は安定輸送で博覧会輸送を乗り切り、以後全国にAGTおよび無人運転システムが広まる先駆けとなった。博覧会終了後は、島民の移動の足や島内施設へのアクセス路線の一つとなっている。

### 震災の発生

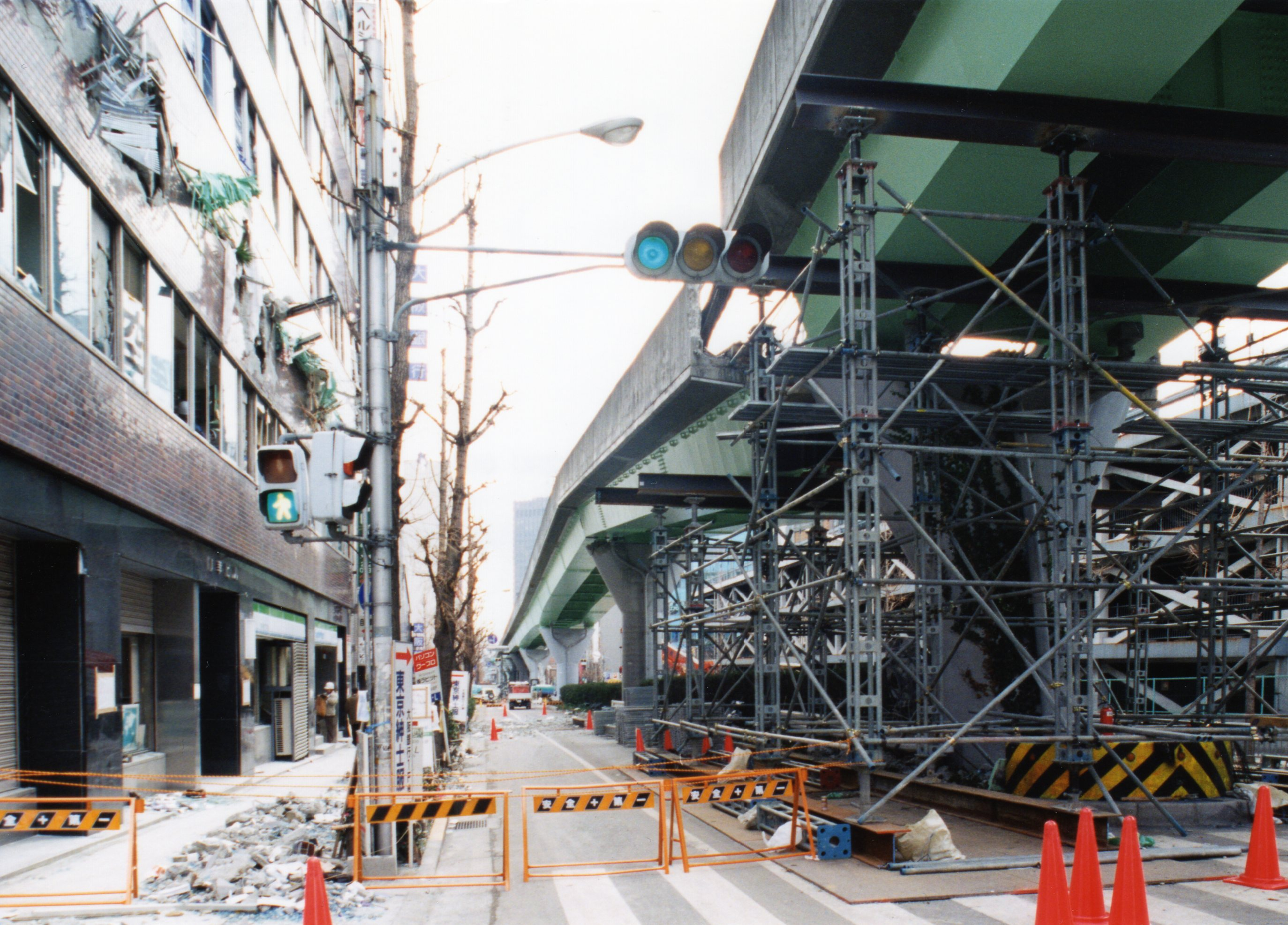
落下した橋桁の復旧工事
（三宮 - 貿易センター間）

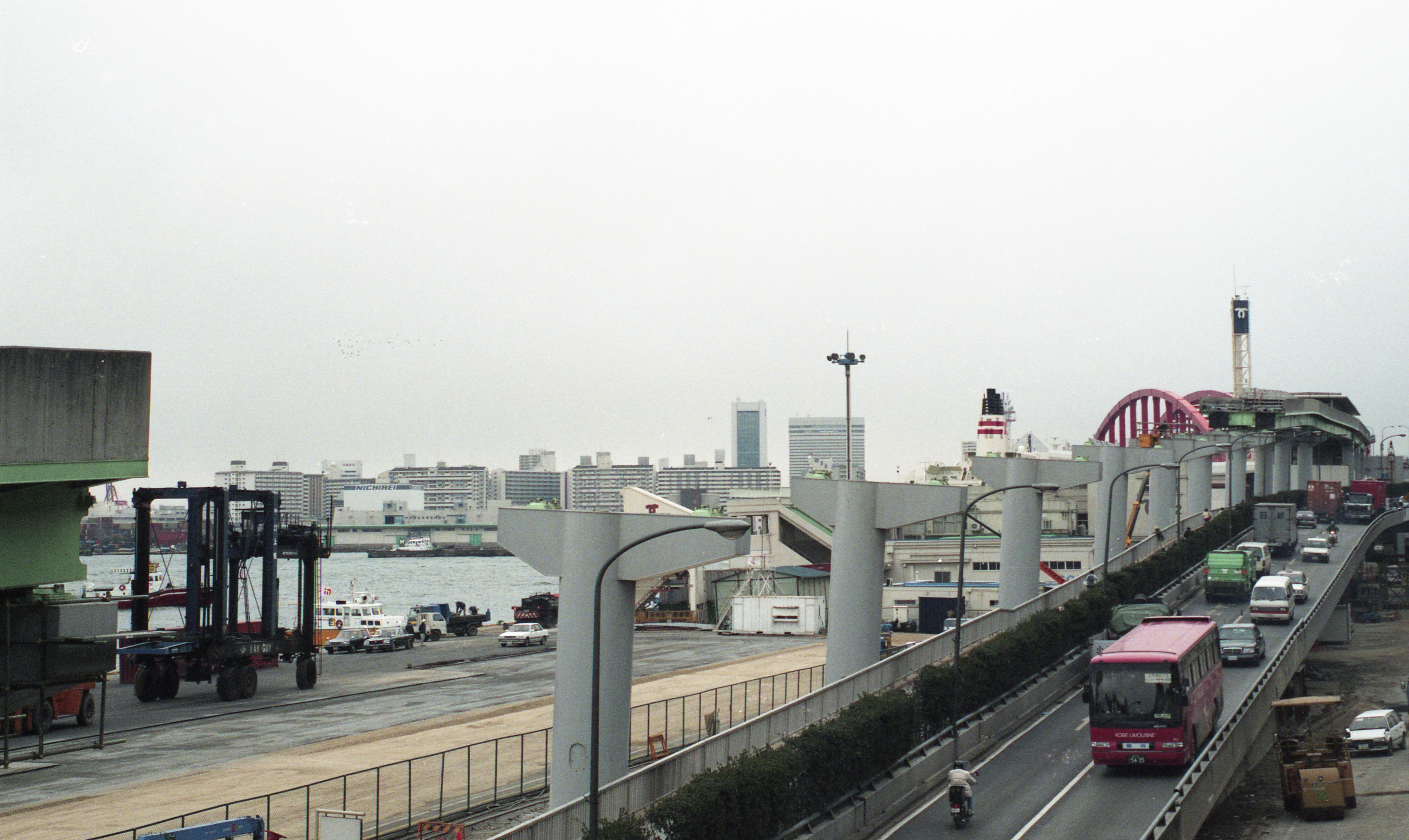
西へ傾斜した橋脚と駅舎
（貿易センター - ポートターミナル間）

1995年1月17日に発生した兵庫県南部地震（阪神・淡路大震災）は、全線に大きな影響を与えた。

#### 被害状況
路線上で走行していた車両は、地震発生直後に急停車し車両自体に大きな損傷はなかったものの、駅施設関係では、高架橋や柱に大きな被害を受け、橋桁が落下したり桁ずれなどが発生した箇所もあった。特に国道2号線直下の橋桁は宙吊りになっていたほか、新港第4突堤の橋脚が余震のたびに傾斜が進んでいる状況であった。ポートアイランド内でも、液状化現象による基礎の損壊や地盤の軟弱化が確認された。また、車両基地でも損傷を受けたほか、三宮駅とポートターミナル駅では駅舎が傾斜、特に大きな損傷が見られた。案内軌条や電気設備にも大きく損傷した箇所があり、復旧には相当な日数がかかるとされた。
市内のJR神戸線を初めとした私鉄各線が、当初見込みを大幅に短縮して復旧されていく中で、ポートアイランド線は、全線高架構造で高さ30mに及ぶところもあり、安全上仮支柱で仮復旧させることができないこと、仮復旧で営業を始めると本復旧が困難になること、落下等による橋桁の損傷が激しかったこと、在来鉄道に比べて集電装置が小さく、ミリ単位の高い精度が要求されること、全線が高架で幅員の狭い構造物であるため、同時並行作業が困難であったことなどにより、大幅な工期短縮が困難であった。さらに、液状化現象が発生した箇所に路線があったことや、AGTというこれまでにない構造の路線であったため、世界的にも前例がなく復旧策がはっきりしていなかった。できる限りの工期短縮のために、橋桁や走行路のうち従来コンクリート床版であった箇所を鋼床版に変更したこと、案内軌条などを橋桁製作時に先行的に取り付けしたこと、応急的な補修で安全性が保てる箇所は応急処置のみを行い、開業後に夜間作業で交換したことなどを行い、工期短縮が図られた。
2月8日に記者発表した資料では、8月下旬を目途に、貿易センター駅 - 市民広場駅間と貿易センター駅 - （北埠頭駅） - 南公園駅間をそれぞれ1列車による単線往復運行による部分的な運転再開をするとし、三宮駅 - 貿易センター間の復旧は目処が立っておらず年末までかかるとされ、損壊の激しいポートターミナル駅の復旧も年末までかかるとされ、当面通過駅となる予定であった。

#### 代替バス
1月24日より、神戸税関前から市民病院前駅（現：みなとじま駅）までの暫定代替バスが運行、震災直後は15 - 30分、2月5日より増便され10 - 20分間隔で運行されていた。震災の混乱により周辺道路は渋滞が慢性化し、神戸大橋を渡るのに1時間近くかかることもあった。2月20日からは、停車場が神戸税関前から三宮駅前へと変更され、さらなる増便により朝ラッシュ時最短5分間隔の運行と運行時間帯の延長がなされた。3月27日からは、三宮駅前バス停ではさらなる増便に対応できなかったことから、停車場を市役所前へと変更し、朝ラッシュ時最短3分間隔の運行がされた。なお、ポートアイランドまでのバスはこれとは他にK-CAT行きのリムジンバスや航路があった。代替バスは、全線復旧する前日である7月30日をもって廃止した。

#### 運行再開
復旧工事を急ピッチで進めたことにより、予定よりも大幅に早い5月22日に、中公園駅 - （市民広場駅） - 北埠頭駅間 (2.7km) の部分開業が行われた。この区間は単線であるため、1列車の手動運転による単線往復運行となり、1日49本往復運行された。従来通りの方向（左回り）の場合は従来通りの速度で、逆方向（右回り）の場合は 30km/h 以下での走行となった。6月5日には、北埠頭駅 - 中公園間 (0.9km) の復旧工事が完了、当時存在していた中公園駅の引き上げ線を使用しポートアイランド内では従来通りの一方通行による手動運転を再開した。当初年末まで、その後も8月下旬まで復旧工事がかかるとされていた箇所を含めた三宮 - 中公園間 (2.8km) の復旧も周辺住民との合意で夜間工事が可能となり工期短縮され、当面通過駅とされていたポートターミナル駅も営業を再開し、7月31日に195日ぶりに全線が開通。9月11日には震災前のダイヤに戻され、全線が復旧した。
震災の名残として、島内では液状化現象により高架橋が波打っているところが散見される。特に、複線区間では神戸空港への延伸に当たって新設された高架橋と見比べると波打った高架橋の様子が分かりやすい。

### 空港線延伸とその後
ポートアイランド沖に神戸空港が建設される構想の中で、空港アクセス路線としての延伸事業が開始された。神戸空港への延伸とともに、利便性の向上から中公園 - 市民広場間の複線化も行われるものであった。1998年（平成10年）10月に発表した当初の延伸計画では、既存駅3駅の複線化と、ポートアイランド第2期に2つ、神戸空港島の東側と西側の2つの新駅および車両基地を建設する予定で、総延伸距離は 6.7km であったほか、三宮駅の改築や車両の8両編成化による輸送力増強などが盛り込まれていた。全体構想としては新神戸駅までの延伸も構想として存在していた。2000年（平成12年）9月19日に神戸市が発表した「神戸新交通ポートアイランド線延伸事業について」で、工事を二分し、現在の神戸空港駅より先の、西側の駅と車両基地の事業は先延ばしされることとなり、延伸距離が 5.4km の現在の形となった。なおこれにより、当初1200億円であった事業費は590億円まで減額された。
2度の軌道切替工事による運休を経て、2006年（平成18年）2月2日、空港開業に先駆けて、既存の中公園 - 市民病院前（現：みなとじま） - 市民広場の複線部と、延伸区間である市民広場 - 神戸空港間が開業した。なお、同日より快速運転が開始。運賃制度も単一距離制から区間距離制へ移行された。
2005年12月4日、全駅で接近メロディ・発車メロディを採用した。制作会社はカンノ製作所。当初は4点チャイム・ベルであったが、接近メロディはかつてJR府中本町駅やJR明科駅の発車メロディで使用されたものを編曲したメロディに、発車メロディは西武秩父駅の発車メロディやJR京都駅の接近メロディを編曲したメロディなどへと変更した。多客時や扉開の延長時などではメロディを使わずベルを使うことがあるが、このときに鳴るベルは開業時の時よりも低い音になっている。また、駅の放送はこれまで三宮 - ポートターミナル間で北埠頭方面行きは中埠頭止まりをのぞいて「ポートアイランド方面ゆき」と案内され、中公園では「三宮（市民病院前経由）ゆき」、それ以外は「三宮ゆき」と案内されていたが、メロディに変更されると同時に三宮 - 中公園間は「北埠頭行き」に変更され、市民病院前（現：みなとじま）・市民広場の各駅は「北埠頭経由三宮行き」に変更された。
2011年7月1日、神戸市立医療センター中央市民病院の移転ならびに独立行政法人理化学研究所の次世代スーパーコンピュータ「京」施設等の進出に伴い、市民病院前、先端医療センター前、ポートアイランド南の各駅の駅名改称が行われた。改称後の駅名は下表の通り。
| 旧駅名               | 改称後の駅名       | 備考 |
| -------------------- | ------------------ | --- |
| 市民病院前駅         | みなとじま駅       | |
| 先端医療センター前駅 | 医療センター駅     | |
| ポートアイランド南駅 | 京コンピュータ前駅 | 2019年8月にスーパーコンピュータ「京」の運用が終了したことにより、2021年6月19日に計算科学センター前駅に改称。 |

また、空港線延伸事業の際に考案されていた、新幹線との連携強化のための、三宮駅から新神戸駅への延伸構想（現在、両駅間は神戸市営地下鉄西神・山手線によって結ばれている）、三宮駅直前の急曲線が運転時分に大きく影響していることから、前述の延伸構想とも関連して同駅を移設する構想、また、神戸空港島に車両基地を新設し8両編成化する構想、神戸空港西側の旅客営業を行うための延伸構想などがあったが、どれも具体化されておらず、神戸新交通の財政悪化などにより、計画は白紙になった。しかし近年になり、「神戸の都心の『未来の姿』検討委員会」や「三宮構想会議」などでこれらの構想は再浮上しつつある。

### 年表
- 1966年（昭和41年）：新交通システムの導入事業開始。
- 1971年（昭和46年）12月：新交通システム開発調査委員会を設け、運輸省・建設省で調査実施。
- 1977年（昭和52年）
  - 6月17日：国へ地方鉄道事業免許と軌道事業特許の申請が行われる。
  - 12月7日：三宮 - ポートターミナル間・中公園 - 市民広場 - 南公園間の軌道事業に特許、ポートターミナル - 中公園間・南公園 - 中公園間の鉄道事業に免許[25]。
- 1978年（昭和53年）
  - 5月26日：起工式。ポートアイランド内の路線の着工[7]。
  - 9月6日：ポートピア大橋着工[7]。
- 1979年（昭和54年）
  - 5月21日：三宮駅を含む市街地の路線の着工[7]。
  - 12月5日：ポートアイランド内の駅舎が完成。
- 1980年（昭和55年）
  - 2月21日：全線で桁の架設が完了。
  - 3月30日：神戸新交通本社ビル・中埠頭車両基地完成。
  - 5月27日：ポートアイランド内で試運転開始[7]。
  - 7月7日：市街地を含む全線の駅舎が完成。
  - 8月27日：全線で試運転開始[7]。
  - 11月17日：「ポートライナー」の愛称が決定。
- 1981年（昭和56年）
  - 2月4日：開業式。
  - 2月5日：三宮 - 南公園 - 中公園間が開業[25]。
  - 5月25日：お召し列車の運行。昭和天皇、皇后が乗車[26]。
- 1982年（昭和57年）
  - 8月1日：列車完全無人化完了。
  - 10月1日：一部駅の無人化実施。
- 1995年（平成7年）
  - 1月17日：阪神・淡路大震災により全線不通。
  - 5月22日：中公園 - 南公園 - 北埠頭間が運転再開[27]。
  - 6月5日：北埠頭 - 中公園間が運転再開[28]。
  - 7月31日：三宮 - 中公園間が運転再開し、全線開通[29]。
- 1998年（平成10年）12月1日：ルミナリエ開催期間中に合わせてイルミネーションライナー「ルナ号」が運行されるようになる（後述）。
- 2001年（平成13年）9月4日：中公園 - ポートアイランド2期北（仮称→現：医療センター）間の軌道事業に特許[25]。
- 2002年（平成14年）11月6日：ポートアイランド2期北 - 神戸空港間の軌道事業に特許[30][25]。
- 2004年（平成16年）
  - 11月20日・21日：軌道切替工事に伴い終日運休、バスにて代替輸送[20]。
  - 11月22日：中公園駅下りホーム、市民病院前駅（現：みなとじま駅）・市民広場駅ホーム切替。
- 2005年（平成17年）
  - 9月8日：神戸空港まで試運転開始。
  - 9月10日・11日：2回目の軌道切替工事に伴い終日運休、バスにて代替輸送[21]。
  - 12月4日：接近メロディ・発車メロディを全駅で新たに設定。
- 2006年（平成18年）2月2日：市民広場 - 神戸空港間が延伸開業[10][25]、中公園 - 市民広場間が複線化、三宮 - 神戸空港間で快速運転開始。
- 2011年（平成23年）7月1日：市民病院前駅をみなとじま駅に、先端医療センター前駅を医療センター駅に、ポートアイランド南駅を京コンピュータ前駅にそれぞれ駅名改称。
- 2016年（平成28年）3月28日：ダイヤ改正を実施、快速列車を廃止[12]。朝ラッシュ時間帯に列車を増便（三宮 - 京コンピュータ前間折り返し列車設定）[12]。
- 2021年（令和3年）6月19日：京コンピュータ前駅を計算科学センター駅に改称[23][31][32][33]

## 駅一覧
- 全駅兵庫県神戸市中央区内に所在。

駅務欄の記号
◎＝終日有人
○＝一部時間帯有人
△＝休日一部時間帯有人
×＝無人（管制室あり）
| 駅番号 | 駅名                                                | 駅間キロ | 営業キロ | 接続路線 | 駅務 |
| ------ | --------------------------------------------------- | -------- | -------- | --- | ---- |
| P01    | 三宮駅                                              | -        | 0.0      | 阪急電鉄： 神戸本線・ 神戸高速線（神戸三宮駅:HK-16） 阪神電気鉄道： 本線（神戸三宮駅:HS 32） 神戸市営地下鉄： 西神・山手線（三宮駅:S03）、 海岸線（三宮・花時計前駅:K01） 西日本旅客鉄道： 東海道本線（JR神戸線）（三ノ宮駅:JR-A61） | ◎    |
| P02    | 貿易センター駅                                      | 0.8      | 0.8      | | ×    |
| P03    | ポートターミナル駅                                  | 1.0      | 1.8      | | ×    |
| P04    | 中公園駅                                            | 1.0      | 2.8      | | ○    |
| P05    | みなとじま駅 （キャンパス前）                       | 0.5      | 3.3      | | ○    |
| P06    | 市民広場駅 （コンベンションセンター）               | 0.5      | 3.8      | 北埠頭方面（三宮方面からは直通あり） | ○    |
| P07    | 医療センター駅 （市民病院前）                       | 0.8      | 4.6      | | ○    |
| P08    | 計算科学センター駅 （神戸どうぶつ王国・「富岳」前） | 0.8      | 5.4      | | ×    |
| P09    | 神戸空港駅                                          | 2.8      | 8.2      | | ◎    |

| 駅番号 | 駅名                            | 駅間キロ | 営業キロ | 接続路線                                 | 駅務 |
| ------ | ------------------------------- | -------- | -------- | ---------------------------------------- | ---- |
| P06    | 市民広場駅                      | -        | 0.0      |                                          | ○    |
| PL07   | 南公園駅 （IKEA・こども病院前） | 0.6      | 0.6      |                                          | △    |
| PL08   | 中埠頭駅 （ジーベックホール前） | 0.6      | 1.2      |                                          | ○    |
| PL09   | 北埠頭駅                        | 0.5      | 1.7      |                                          | ○    |
| P04    | 中公園駅                        | 0.9      | 2.6      | 三宮方面へは直通、神戸空港方面は乗り換え | ○    |

※北埠頭方面は上表にて上から下方向のみの運転。下から上方向には乗車できない。

## その他
- 1998年（平成10年）12月1日、車体全体に神戸ルミナリエのラッピングが施された列車[34]が期間限定で運行された。以来毎年12月のルミナリエ開催期間中に合わせて[* 11]、電飾を施したイルミネーションライナー「ルナ号」として運行されていた（2009年度または2010年度を最後に運行されていない）。
- 2015年（平成27年）7月11日に、動物を乗せる貸切列車「神戸どうぶつ王国列車」を運行[35]、以来毎年7月に運行している。2016年より運行本数を増加[36][37][38]。
- 松任谷由実のアルバム、『昨晩お会いしましょう』の1曲目に収録された「タワーサイド・メモリー」で「モノレール」として歌われている。
- 映画『べっぴんの町』の作品本編に登場する。
- テレビアニメ『地球少女アルジュナ』 の第八章のEDでポートライナーから見た風景が流れている。
- 映画『ウルトラマンメビウス&ウルトラ兄弟』のロケに使用され、「神戸空港への試運転中に偽者のウルトラマンメビウス（ザラブ星人）に襲われる」場面に登場した。
- 劇場版『ペルソナ3』と作品とタイアップを行い、本路線と阪神電鉄の全線が1日乗り放題となる乗車券を発売[39]。
- テレビドラマ『太陽にほえろ!PART2』11話「神戸・愛の暴走」で、岩城令子刑事（演:長谷直美）が三宮方面に向かう車両に乗車し中公園駅で降りる場面で登場した[要出典]。